# Vordre Zinggenstock
Le Vordre Zinggenstock est un sommet des Alpes en Suisse. Il culmine à 2 915 mètres d'altitude dans les Alpes bernoises.

## Situation
Le Vordre Zinggenstock se trouve dans le Sud du canton de Berne, dans la région où l'Aar prend sa source. Il est situé à l'extrémité orientale d'une ligne de crêtes séparant les vallées de l'Oberaar (au sud) et de l'Unteraar (au nord). Il est à la jonction du glacier de l'Unteraar et du Grimselsee. À l'ouest du Vordre Zinggenstock se trouve l'Hindre Zinggenstock.